# Бенжереп 1-й
Бенжере́п 1-й (рос. Бенжереп 1-й) — село у складі Новокузнецького району Кемеровської області, Росія. Входить до складу Кузедеєвського сільського поселення.

## Населення
Населення — 498 осіб (2010; 504 у 2002).
Національний склад (станом на 2002 рік):
- росіяни — 94 %